# Euryzygomatomys spinosus
Euryzygomatomys spinosus es una especie de roedor de la familia Echimyidae.

## Distribución geográfica
Se encuentra en Sudamérica: Argentina, Brasil y  Paraguay.